# Kakegae no Nai Mono
"Kakegae no nai mono" (かけがえのないもの) là đĩa đơn thứ 38 của ZARD, được phát hành ngày 23 tháng 6 năm 2004 dưới hãng đĩa B-Gram RECORDS. Đĩa đứng hạng 4 trong tuần trên bảng xếp hạng đĩa đơn của Oricon. Nó được xếp hạng trong 6 tuần và đã bán được 46.244 bản.

## Danh sách bài hát
1. Kakegae no nai mono (かけがえのないもの?)
Lời: Izumi Sakai
Nhạc: Aika Ohno
Biên khúc: Satoru Kobayashi
2. Mugamuchuu (無我夢中?)
Lời: Izumi Sakai
Nhạc: Ohno Aika
Biên khúc: night clubbers
3. Eien (永遠?) (What a beautiful moment Tour Opening Ver.)
Nhạc: Akihito Tokunaga
Biên khúc: Daisuke Ikeda
4. Kakegae no nai mono (Instrumental)[3]

## Sử dụng trong truyền thông
- Bài hát "Kakegae no nai mono":

1. Được sử dụng làm bài hát chủ đề cho chương trình giải trí "Koisuru Hanikami!" (2/4/2004-25/6/2004).
2. Được biểu diễn ở phần encore vào ngày cuối của chuyến lưu diễn trực tiếp năm 2004 ở Nippon Budokan. Bài hát chưa được ghi trên DVD "What a beautiful moment".

- Bài hát "Eien" (What a beautiful moment Tour Opening Ver.): được sử dụng làm  nhạc mở đầu cho chuyến lưu diễn trực tiếp năm 2004 và nó đã được ghi trên DVD "What a beautiful moment".
- Đĩa đơn ban đầu đã được lên kế hoạch sẽ phát hành vào ngày 2 tháng 6 năm 2004. Nhưng vì lí do sản xuất, nên phải sau 3 tuần (ngày 23 tháng 6 năm 2004), đĩa đơn mới được phát hành.

## Album
- Kimi to no Distance
- Soffio di vento ~Best of IZUMI SAKAI Selection~
- ZARD Request Best ~beautiful memory~
- ZARD SINGLE COLLECTION ~20th ANNIVERSARY~
- ZARD Forever Best ~25th Anniversary~